# Plocama aucheri
Plocama aucheri là một loài thực vật có hoa trong họ Thiến thảo. Loài này được (Guill.) M.Backlund & Thulin mô tả khoa học đầu tiên năm 2007.